# Дюфлон, Константинович и Ко
Дюфлон, Константинович и Ко («Дюфлон и Константинович») — промышленное (электротехническое) предприятие Российской империи.
Впоследствии стало третьим в Российской империи предприятием по объёму поставок радиотехнической продукции из-за рубежа.

## История
Предприятие «Дюфлон, Константинович и Ко» было учреждено 8 июня 1901 года путём преобразования Полного товарищества «Дюфлон и Константинович», основанного в ноябре 1892 года швейцарским гражданином французского происхождения Луи Эдуардом Антоном Дюфлоном, а также его компаньонами — швейцарцем Ю. Дизереном и московским инженером А. В. Константиновичем, выпускником Императорского Московского технического училища.
Первоначально Товарищество «Дюфлон и Константинович» своей целью имело «применение электричества и механики к промышленности, к железной дороге, военному, морскому и воздухоплавательному делам и к частному употреблению».
В декабре 1895 года для строительства собственного завода предприятие приобрело земельный участок в Лопухинском саду на Аптекарском острове Санкт-Петербурга. Завод, получивший наименование «Завод электромеханических сооружений», был открыт 14 декабря 1896 года. В 1898 году завод Дюфлона и Константиновича поставлял оборудование для Александра Степановича Попова.
В начале 1897 года предприятие стало Товариществом, а в 1901 году оно было преобразовано в акционерное общество «Дюфлон, Константинович и Ко» (ДЕКА) с капиталом в 750 тысяч рублей. В апреле 1913 года «Дюфлон, Константинович и Ко» заключило договор о сотрудничестве с французской радиотехнической фирмой «Société française radio-électrique» (SFR), став её филиальным отделением в России.
До начала Первой мировой войны компания специализировалась на поставках электротехнического оборудования для оборонных ведомств России (электродвигатели, генераторы, прожекторы и прочее оборудование).
В 1916 году в городе Александровске на базе частного завода сельхозтехники акционерное общество «Дюфлон, Константинович и Ко» открыло свой филиал, специализирующийся на производстве авиационных двигателей. Здесь был выпущен поршневой мотор «ДЕКА» М-100, полностью собранный из отечественных материалов, который был установлен на тяжёлый бомбардировщик «Илья Муромец». Позже филиал в Александровске вырос в авиадвигательный завод Мотор Сич.
В годы Первой мировой войны «Дюфлон, Константинович и Ко» работала и стала одним из ведущих электротехнических предприятий страны — она была оснащена американской техникой и располагала квалифицированными кадрами. К 1917 году завод акционерного общества Дюфлона и Константиновича представлял собой многопрофильное предприятие и имел шесть подразделений: корабельных и береговых башенных установок, прожекторный, авиационный, механический и радиотелеграфной техники, в которых находились 17 мастерских.
После Октябрьской революции, в июне 1918 года, предприятие было национализировано.